# Genlisea nebulicola
Genlisea nebulicola är en tätörtsväxtart som beskrevs av Rivadavia, Gonella och A.Fleischm.. Genlisea nebulicola ingår i släktet Genlisea och familjen tätörtsväxter. Inga underarter finns listade i Catalogue of Life.